# Pierre-Michel Forget
Pierre-Michel Forget, est un biologiste écologue, qui s’est spécialisé dans l’étude et la conservation des écosystèmes forestiers tropicaux. Son travail porte principalement sur l’impact des perturbations naturelles et anthropiques sur les réseaux d’interactions entre plantes et animaux ainsi que sur le maintien de la diversité faunistique et floristique.

## Biographie

### Jeunesse et formation
Né le 21 décembre 1960, il a grandi dans la bassin parisien près de Paris et a toujours voulu travailler dans le domaine des sciences naturelles et comprendre comment s’organise le fonctionnement de la nature. Bercé par les émissions télévisées et les livres du commandant Jacques-Yves Cousteau, il se pose des questions sur l'histoire naturelle, la déforestation et la dégradation des écosystèmes forestiers. A l'adolescence, à la suite d’un séjour de plusieurs semaines dans les bayous de Louisiane, il envisage de travailler au milieu de la végétation et de la faune sauvage. Il poursuit des études secondaires en section scientifique.

### Formation et Parcours universitaire
Après des études universitaires (DEUG, Licence et Maîtrise) de biologie des organismes et des populations à l’Université Pierre et Marie Curie, il prépare un Diplôme d’Etudes Approfondies au Laboratoire de Biologie Végétale Tropicale sur l’identification assistée par ordinateur des arbres de Guyane. Il effectue entre 1984 et 1988 de nombreux séjours en forêt sur l’Arataye dans le cadre des recherches pluridisciplinaires du Muséum National d'Histoire Naturelle et du CNRS sur la station des Nouragues et sur la piste de St Elie. Il conclut ses recherches par l’obtention en 1988 d’un doctorat portant sur la dissémination et la régénération naturelle de huit espèces d'arbres en forêt guyanaise puis obtient un poste d’Attaché d’Enseignement et de Recherche (ATER) en 1994-1996 au Laboratoire d’Ecologie générale du Muséum. Il est nommé maître de conférences du Muséum National Naturelle d’Histoire en 1996. Il soutient son Habilitation à diriger des recherches à l’Université Pierre et Marie Curie en 1999. Il est ensuite nommé professeur dans ce même établissement en 2013 au sein de l’Unité Mixte de Recherche (UMR) Mécanismes adaptatifs et Evolution (MECADEV) localisée à Brunoy. Entre 2014-2022, il est directeur adjoint de l’UMR MECADEV. En 2023, il est basé au Campus Buffon du Muséum National d'Histoire Naturelle.

## Membre d’institutions
Il est chercheur post-doctoral entre novembre 1989 et octobre 1990 sur la station de recherche de l’île de Barro Colorado de la Smithsonian Tropical Research Institute à Panama où il poursuit des recherches sur le rôle des rongeurs en forêt tropicale.
Il est nommé Chargé de mission du CNRS pour l’Institut écologie et environnement entre 2012-2015 pour développer la stratégie française pour la biodiversité tropicale. Il rédige et coordonne l’édition de la Prospective écologie tropicale du CNRS en 2014 et de l’ouvrage Ecologie tropicale au Cherche Midi en 2015.
Il est membre du Conseil scientifique du GIP ECOFOR depuis 2020 et du Parc Amazonien de Guyane depuis 2021.

## Engagements collectifs et expertise
Ses engagements sont toujours en lien avec la connaissance et la défense des forêts tropicales. Depuis les années 2000 Il est engagé dans la lutte contre l’orpaillage illégal en Guyane et est premier auteur des plusieurs résolutions internationale contre l’orpaillage, sur le plateau des Guyanes (2005) dans la réserve de Nouragues (2006).
Il est membre de l’Association for Tropical Biology and Conservation (ATBC) depuis 2003. Il en il devient président de 2007 à 2009. Puis il est élu vice-président de la Society for Tropical Ecology en 2015 avant d’en être élu président en 2018.

## Travaux de recherche

### Thèmes de recherche
Ses recherches portent sur l’écologie des communautés animales et végétales dont il étudie les interactions, car les interactions plantes-animaux en forêt tropicale sont cruciales pour le maintien de la diversité. Il étudie particulièrement les relations entre les vertébrés frugivores et granivores, et les plantes. Il a découvert l’importance de la dispersion primaire et secondaire des graines préalablement dispersées par des chauves-souris ou des frugivores arboricoles et volants.
De fortes contraintes spatio-temporelles affectent l’alimentation des animaux et permettent d’expliquer la distribution non aléatoire des animaux en forêt. Cette disponibilité alimentaire est également affectée par les variations naturelles (El Niño/La Niña) et le changement climatique, mais aussi anthropiques. C’est à ces dernières qu’il s’est intéressé, notamment en analysant comment chasse, exploitation forestière, fragmentation, présence d’une route affectent la survie à court et moyen terme des espèces. Ces travaux transversaux contribuent à la préservation des ressources naturelles ayant un fort potentiel économique dans le cadre du développement durable et de la gestion de la diversité des pays tropicaux.

### Collections
Il participe également à la valorisation, l’enrichissement, la conservation et la mise à disposition de collections et de données, toujours en lien avec la forêt tropicale : enrichissement de la collection de fruits et de graines de la forêt de Guyane (Nouragues-Arataye) de 2001 à 2011, inventaires des arbres et collecte des herbiers en forêt de Guyane.

## Enseignement et vulgarisation
Il enseigne dans plusieurs masters et écoles doctorales en Biologie et écologie. Mais c’est l’encadrement et l’accompagnement d’étudiants en master ou en thèse qui le mobilise depuis 1997.
Il participe à de nombreuses interventions télévisuelles,ou radiophonique,,, toujours pour faire connaître et défendre les forêts tropicales.
Enfin il participe à plusieurs comités de rédaction,de revues scientifiques